# Volksrepubliek Koeban
De Volksrepubliek Koeban (Russisch: Кубанская Народная Республика, Koebanskaja Narodnaja Respoeblika; Oekraïens: Кубанська Народна Республіка, Koebanska Narodna Respoeblika), Koeban-Vojsko (bestuurlijk Kozakkengebied) of kraj Koeban was een kortstondige staat van de Koeban-Kozakken rond de rivier de Koeban. De staat ontstond na de Oktoberrevolutie toen de Koeban-Kozakken zich onafhankelijk verklaarden. 

## Geschiedenis
Omdat de Russische arbeiders, die ongeveer 50% van de bevolking uitmaakten, niet erg gecharmeerd waren van de republiek, boden de Koeban-Kozakken aan om de macht te delen. Hun bod werd echter te mager gevonden en kwam te laat. De arbeiders verklaarden zich loyaal aan de bolsjewieken, waarna de republiek werd teruggedrongen tot een klein gebied rond Jekaterinodar. De regering vluchtte daarop met haar Koebanleger in maart 1918 en verenigde zich met het Vrijwilligersleger van witte legergeneraal Denikin. Deze wist Jekaterinodar te heroveren op de in conflict geraakte communistische en Duitse troepen in de stad, waarop de vojsko werd hersteld in haar macht. De stad deed daarop dienst als hoofdkwartier van Denikin, waarna de spanningen tussen Denikins leger en het Koebanleger hoog opliepen, nadat de Kozakken hadden getracht een onafhankelijk leger op te zetten begin 1919. Na de verkiezingen van oktober 1919, waarbij de socialisten een meerderheid kregen in de Koeban-rada (wetgevende macht van Koeban), bereikte het conflict een hoogtepunt. Denikin stelde een marionettenregering in en riep de noodtoestand uit. De conflicten maakten het voor het Rode Leger en de aan hun gelieerde Groenen eenvoudig om de regering omver te lopen in begin 1920, waarbij de regering werd teruggeslagen tot Novorossiejsk, waar ze het nog uit hield tot maart. In april verliet de regering ook deze stad, waarmee de volksrepubliek Koeban op hield te bestaan en opging in de RSFSR.

## Gevolgen
De Koeban-Kozakken werden zwaar gestraft door de bolsjewieken. Een anti-Kozakken campagne begon, waarbij hun woongebieden in de Noordelijke Kaukasus werden opgedeeld en gedeeltelijk aan etnische minderheden werd gegeven. De Kozakken werden daarbij soms verdreven uit hun woongebieden om plaats te maken voor deze minderheden, die door de bolsjewieken werden aangemoedigd om daarheen te migreren.
Bij de Holodomor-hongersnood werd de Koebanregio vervolgens zwaar getroffen en stierven duizenden van de Koeban-Kozakken van de honger.